# República de Kuwait
La República de Kuwait fue un efímero estado títere creado a partir de la invasión del país (hasta entonces un emirato constitucional) por parte del Irak de Sadam Huseín, el 4 de agosto de 1990. Duró tan solo tres semanas, en las primeras etapas de la guerra del Golfo. Durante la invasión, el Consejo del Comando Revolucionario Iraquí, dirigido por el Presidente de Irak Sadam Huseín, declaró que había enviado tropas al Estado de Kuwait con el fin de ayudar en un golpe de Estado a los "revolucionarios de Kuwait". Tras el triunfo de la invasión, iniciada el 2 de agosto, se estableció un gobierno provisional libre el 4 de agosto, por las autoridades iraquíes bajo el liderazgo de nueve militares presuntamente kuwaitíes (cuatro coroneles y cinco mayores) dirigidos por Alaa Hussein que recibió el cargo de jefe de Estado y primer ministro.
El nuevo régimen depuso al Emir de Kuwait Jaber al-Ahmad al-Jaber al-Sabbah (que huyó durante la invasión y estableció un gobierno en el exilio en Arabia Saudita) y acusó a la Familia Real de realizar un gobierno "impopular, antidemocrático, imperialista y pro-sionista", además de acusarlos de enriquecimiento personal con fondos del estado. Un ejército popular indígena, supuestamente para tomar el relevo de las tropas iraquíes se proclamó de inmediato, reclamando 100.000 voluntarios. Los derechos de ciudadanía se le concedieron a los árabes no kuwaitíes que llegaron al país para trabajar durante la monarquía. El periódico del régimen era conocido como Al-Nida. Se designó como "Día de la Llamada" al 2 de agosto para "conmemorar" la "respuesta" iraquí a los supuestos llamados de la población kuwaití para derrocar a la monarquía.
El 7 de agosto, el "Gobierno Provisional de Kuwait Libre" se proclamó como una república, con Alaa Hussein como su primer ministro. Tan solo tres semanas después, el 28 de agosto, el territorio de Kuwait, se transformó en a Gobernación de Kuwait, decimonovena provincia de Irak, y por lo tanto se anexó formalmente al país. La negativa de Irak a retirarse de Kuwait dio lugar a la guerra del Golfo, y el 26 de febrero de 1991, el gobierno previo a la ocupación fue devuelto al poder.